# FC Nöttingen
El Fußball Club Nöttingen 1957 e. V. es un club de fútbol alemán de la ciudad de Nöttingen. Fue fundado en 1957 y juega en la Oberliga Baden-Württemberg.

## Palmarés
- Oberliga Baden-Württemberg: 1

2004
- Verbandsliga Nordbaden: 1 (V)

2002
- Landesliga Mittelbaden: 1 (VI)

1997
- Bezirksliga Pforzheim: 4

1979, 1982, 1986, 1996
- A-Klass Süd: 1

1972
- B-Klass Nord: 1

1969
- North Baden Cup: 1

2012

## Temporadas recientes
Estas son las temporadas más recientes del club:
| Temporada | Liga                       | División | Posición |
| 1999–2000 | Verbandsliga Nordbaden     | V        | 12º      |
| 2000–01   | Verbandsliga Nordbaden     | V        | 6º       |
| 2001–02   | Verbandsliga Nordbaden     | V        | 1º ↑     |
| 2002–03   | Oberliga Baden-Württemberg | IV       | 8º       |
| 2003–04   | Oberliga Baden-Württemberg | IV       | 1º ↑     |
| 2004–05   | Regionalliga Süd           | III      | 18º ↓    |
| 2005–06   | Oberliga Baden-Württemberg | IV       | 9º       |
| 2006–07   | Oberliga Baden-Württemberg | IV       | 14º      |
| 2007–08   | Oberliga Baden-Württemberg | IV       | 11º      |
| 2008–09   | Oberliga Baden-Württemberg | V        | 5º       |
| 2009–10   | Oberliga Baden-Württemberg | V        | 9º       |
| 2010–11   | Oberliga Baden-Württemberg | V        | 2º       |
| 2011–12   | Oberliga Baden-Württemberg | V        | 6º       |
| 2012–13   | Oberliga Baden-Württemberg | V        | 4º       |
| 2013–14   | Oberliga Baden-Württemberg | V        | 3º ↑     |
| 2014–15   | Regionalliga Südwest       | IV       |          |

- Con la aparición de la 3. Liga en el 2008 como el nuevo tercer nivel por detrás de la 2. Bundesliga, todas las ligas por debajo de ella bajaron un nivel.